# 石峰寺
石峰寺是云南省石林彝族自治县的一座佛教寺院，位于县城以北23千米、乃古石林南部石峰山上，海拔1866米。石峰寺始建于明代万历年间，寺以峰名，乾隆时重修，后因年久失修，中华人民共和国成立前已坍塌，今留遗迹。农历三月初三为石峰庙会。